# فرانسوا ییپ
فرانسوا ییپ (انگلیسی: Françoise Yip؛ زادهٔ ۴ سپتامبر ۱۹۷۲) یک هنرپیشه اهل کانادا است.
از فیلم‌ها یا برنامه‌های تلویزیونی که وی در آن نقش داشته است می‌توان به ماسک سیاه و معامله اشاره کرد.